# Zero (banda)
Zero fue un grupo musical uruguayo, surgido en la década de 1980.

## Historia
El grupo nació cuando en 1984 el vocalista Leonardo García, el guitarrista Daniel Machado y el baterista Edgardo Regueira forman una banda. Al ir a grabar a un estudio, el dueño del mismo los contactó con el tecladista Eduardo Gómez. Este último sería quien daría nombre al grupo, que surge por la denominación de los aviones Mitsubishi A6M Zero.
Su debut ante el público se dio el 27 de julio de 1985 en el teatro La Candela, como invitados de la banda Cross. Ese mismo año grabarían un demo con los temas "El péndulo" y "Soy escorpión", además de participar del disco colectivo "Graffiti" con las canciones "Riga" y "Soy escorpión". A fines de 1985 participan en un festival en la ciudad de La Paz (Canelones), donde ganan un premio.
A comienzos de 1986 incorporan al bajista Miguel Amoretti, quien participaría por poco tiempo. El 12 de abril de ese año tocan en el Teatro de Verano junto a Los Tontos y Los Estómagos. Se producen luego más cambios en la formación: el baterista Regueira abandona el grupo y es remplazado por Alejandro Gerolmini, ingresa el tecladista Martiniano Olivera (exintegrante de la banda ADN) y se va el recientemente ingresado Amoretti. En noviembre participan del festival Montevideo Rock.
A fines de 1986 graban su primer (y a la postre único) disco, que saldría a la luz en 1987 con el nombre de "Visitantes". Este disco aumentaría la popularidad del grupo, logrando incrementar la cantidad de actuaciones y colocando las canciones "El péndulo", "Tres horas" y "Ahuyentando el miedo" en los primeros lugares en el ranking de FM El Dorado (radio referente en la movida de rock uruguayo de la época). En septiembre y noviembre de 1987 vuelven a tocar en el Teatro de Verano, en dos festivales.
En 1988, en el momento de mayor popularidad, la banda comienza a disolverse, ya que dos de sus integrantes fundadores deciden dejar el grupo, el tecladista Eduardo Gómez, posteriormente sustituido por Maurizio Trabal, y -acaso la pérdida más significativa- su vocalista Leonardo García. La banda no sobreviviría mucho más luego del alejamiento de su cantante.
En 1995 vuelven a juntarse, contando como invitados con Rafael Dos Santos en teclados y Álvaro Buxedas en batería. Tocaron en esta segunda época en la bienvenida a la generación 95 de la Facultad de Ingeniería, en dos festivales en el Teatro de Verano y en una fiesta del grupo de viaje de Ciencias Económicas.
En 1999, en el disco Resurrección, la banda La Trampa realizó una versión de su canción "Ahuyentando al miedo".
Martiniano Olivera y Leonardo García formaron posteriormente el grupo "Sally Spectra".
En diciembre de 2017 la banda se vuelve a reunir, lanzando el videoclip de la canción CRIMINAL, que fue escrita en el año 1984 pero no llegó a grabarse.

## Características musicales
Generacionalmente entran en la movida de rock uruguayo post-dictadura, movimiento muy influido por el punk rock. Sin embargo, su estilo musical era distinto al de la mayoría de las bandas uruguayas de la época.
Comenzaron siendo una banda de heavy-pop para pasarse luego al post-punk con algunas influencias new wave. Se caracterizaron por el uso de sintetizadores y pueden considerarse los pioneros en Uruguay de lo que luego se daría a conocer como música electrónica. Contaban con influencias de bandas como The Sisters of Mercy, Kraftwerk, Bauhaus, New Order e INXS (de esta última banda versionaron en español la canción Don't Change, como No cambies).
Más allá de lo musical, se caracterizaron por una estética distinta a la usual sobre el escenario, ya que se maquillaban para sus actuaciones.

## Integrantes
1985-1986
- Leonardo García: voz
- Daniel Machado: guitarra
- Eduardo Gómez: teclados
- Edgardo Regueira: batería

1986-1989
- Leonardo García: voz
- Daniel Machado: guitarra
- Eduardo Gómez: teclados
- Martiniano Olivera: teclados
- Alejandro Gerolmini: batería
- Maurizio Trabal: teclados
- Enrique Ramis: voz

1995-1998
- Leonardo García: voz
- Daniel Machado: guitarra
- Martiniano Olivera: teclados
- Rafael Dos Santos: teclados
- Álvaro Buxedas: batería

2017
- Leonardo García: voz
- Daniel Machado: guitarra
- Martiniano Olivera: teclados
- Álvaro Buxedas: batería

## Discografía

### Long Plays
- Visitantes (Orfeo. 1987)

### Reediciones
- Visitantes (Orfeo. 1995)

### Obras colectivas
- Graffiti (Orfeo, 1985)
- Rock Uruguayo Volumen 2 (Orfeo, 1986)
- Rock 4 (Orfeo, 1988)

Las bandas que integraron con sus temas estos álbumes, fueron, en sus respectivos momentos, las más representativas del resurgimiento del rock uruguayo. Además de Zero, participaron Los Estómagos, Los Traidores, Los Tontos, ADN, El Cuarteto de Nos y Neoh 23 entre otras.